# National Secular Society
Pour les articles homonymes, voir Transparency.
La National Secular Society (NSS) est une association britannique dont l'objet est de défendre le sécularisme, c'est-à-dire une vision politique et sociale très attachée à la laïcité. Elle a été fondée par Charles Bradlaugh en 1866, est membre de l'Union internationale humaniste et éthique et est signataire de la déclaration d'Amsterdam de 2002. 
La NSS milite en faveur de la séparation de l'Église et de l'État en ce qui concerne l'Église d'Angleterre, qui est toujours rattachée à la monarchie britannique actuelle. Elle souhaite aussi la fin des subventions accordées à toute activité religieuse ou ecclésiastique, en particulier dans les écoles et les hôpitaux. Elle s'oppose aussi aux lois existantes sur le blasphème. Elle milite également pour la suppression des clauses d'objection de conscience pour raisons religieuses.
Elle prend aussi position dans les dossiers de bioéthique contre l'influence politique des Églises.

## Objectifs
La NSS, dont la devise est « Défier les privilèges religieux », milite pour un État laïque où il n'y a pas de religion d'État établie; où la religion ne joue aucun rôle dans l'éducation financée par l'État, ne s'interfère pas avec le processus judiciaire et ne restreint pas la liberté d'expression ; où l'État n'intervient pas ni dans les affaires religieuses ni ne promeut ou ne finance leurs activités, garantissant la liberté de chaque citoyen de croire, de ne pas croire ou de changer ou de pas avoir de religion.
Bien que l'organisation ait été explicitement créée pour ceux qui rejettent le surnaturel, la NSS ne fait pas campagne pour éradiquer ou interdire la religion, arguant que la liberté religieuse est un droit humain et que le parrainage de certaines religions par l'État empiète sur ce droit. Il soutient que la croyance devrait être une affaire privée pour le domicile ou le lieu de culte et n'appartient pas à la sphère publique. En cherchant à représenter les intérêts et les points de vue des athées, la NSS critique souvent ce qu'il considère comme les effets néfastes de la religion.

## Historique

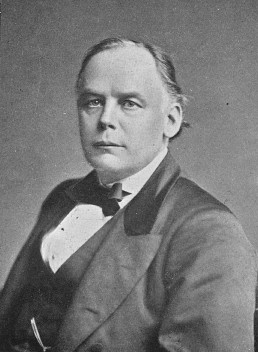
Charles Bradlaugh, le fondateur de National Secular Society.

La National Secular Society a été fondée en 1866 par Charles Bradlaugh en tant que président et Charles Watts en tant que secrétaire général. Il y avait un certain nombre de groupes laïcs à travers le Royaume-Uni et ils se sont joints pour coordonner et renforcer leurs campagnes. Le mot « secularism » (laïcité) a été pensé et forgé par George Holyoake, en 1851. Les principes du NSS affirmaient que « c'est la seule vie que nous ayons, et que nous devrions travailler pour son amélioration ».
En 1877, Bradlaugh et Annie Besant ont été poursuivis pour avoir publié un livre contenant des informations sur le contrôle des naissances, The Fruits of Philosophy, écrit par le médecin américain Charles Knowlton, en 1932. Ils ont été condamnés, mais furent acquittés en appel. La question de la contraception a divisé les laïques et un groupe dissident, la British Secular Union (en) a été formée. Il a été dissous au bout de quelques années.
La lutte de Bradlaugh pour entrer au Parlement est devenue un moment important dans le développement de la laïcité au XIXe siècle. Il a été élu pour Northampton en 1880. Il croyait qu'il avait le droit d'affirmer plutôt que de jurer sur la Bible, mais lorsqu'il a refusé, il a dit qu'il prêterait serment. On lui a dit que puisqu'il ne croyait pas en la Bible, il ne pouvait pas jurer dessus. Pendant six ans, il a lutté pour surmonter ce problème, par des méthodes légales et électorales. En 1886, un nouveau gouvernement lui a permis de prêter serment. Il a par la suite apporté un changement donnant à tous les députés le droit d'affirmer. Il était un député très actif au nom des pauvres, de l'indépendance irlandaise et indienne.
Charles Bradlaugh, décédé en 1891, a été remplacé à la présidence par G.W. Foote, rédacteur en chef du Freethinker. Foote a noté que la mort de Bradlaugh a mis fin à la « période héroïque » de la libre-pensée, et qu'il n'a jamais réussi à galvaniser les membres du NSS comme Bradlaugh l'avait fait. Le successeur de Foote était Chapman Cohen, un pamphlétaire prolifique et auteur de livres sur la religion et la philosophie pour un public populaire. Dans la première moitié du vingtième siècle, le NSS a fait campagne contre la politique de radiodiffusion religieuse de la BBC, pour le démantèlement et pour l'éducation laïque.
Les présidents notables de la seconde moitié du XXe siècle étaient David Tribe et Barbara Smoker, qui ont beaucoup fait pour augmenter l'utilisation des médias pour faire passer des opinions laïques. Au XXIe siècle, la NSS continue en tant qu'organisation à faire campagne au Royaume-Uni et dans l'UE contre ce qu'elle considère comme un privilège religieux dans la vie publique.

## Présidents
- Charles Bradlaugh (1866–1890)
- G.W. Foote (1890–1915)
- Chapman Cohen (en) (1915–1949)
- R.H. Rosetti (1949–1951)
- Frank Ridley (en) (1951–1963)
- David Tribe (en) (1963–1971)
- Ethel Venton (en) (1971–1972)
- Barbara Smoker (en) (1972−1996)
- Daniel O'Hara (1996–1997)
- Denis Cobell (en) (1997–2006)
- Terry Sanderson (en) (2006–2017)
- Keith Porteous Wood (en) (depuis 2017)

## Secrétaires généraux
- 1866: Charles Watts (en)
- 1876: George Standring (en)
- 1877: Robert Forder (en)
- 1892: Edith Vance
- 1927: John Seibert
- 1951: P. V. Morris
- 1955: Colin McCall
- 1963: William McIlroy (en)
- 1970: —
- 1972: William McIlroy
- 1977: Jim Herrick
- 1979: Terry Mullins
- 1996: Keith Porteous Wood (en) (directeur exécutif)
- 2017: Stephen Evans (directeur en chef)

### Œuvres
- (en) David Tribe, 100 Years of Freethought, HarperCollins Distribution Services, 1967, 259 p. (ISBN 978-0236308378)
- (en) David Tribe, President Charles Bradlaugh, MP, Elek Books, 1971, 392 p. (ISBN 978-0236177264)
- (en) Edward Royle, Victorian Infidels : The origins of the British Secularist Movement, 1791–1866, Manchester University Press, 1974, 357 p. (ISBN 978-0719005572)
- (en) Edward Royle, Radicals, Secularists and Republicans : Popular freethought in Britain, 1866–1915, Rowman & Littlefield, 1980, 392 p. (ISBN 978-0847662944)
- (en) Barbara Smoker, Freethoughts : Atheism, Secularism, Humanism - Selected Egotistically from "The Freethinker", G W Foote & Co Ltd, 2002, 240 p. (ISBN 978-0950824352)